# Грон (Белуно)
Грон (итал. Gron) је насеље у Италији у округу Белуно, региону Венето.
Према процени из 2011. у насељу је живело 96 становника. Насеље се налази на надморској висини од 344 м.